# Helhorse
Helhorse war eine dänische Sludge- und Stoner-Rock-Band aus Kopenhagen, die 2006 unter dem Namen Dødning gegründet wurde und sich 2019 auflöste.

## Geschichte
Die Band wurde im Jahr 2006 unter dem Namen Dødning von dem Sänger und Keyboarder Aske Kristiansen, den Gitarristen Jakob Møgelvang und Stephan Krabsen, dem Bassisten Jon Kampstrup und dem Schlagzeuger Jesper Bergstedt gegründet. Als weiterer Sänger stieß Mikkel Wad Larsen hinzu. Durch ihr Management erreichte die Gruppe Auftritte zusammen mit Black Label Society, 3 Inches of Blood und Exodus. 2008 wurde eine erste selbstbetitelte EP aufgenommen, die Anfang 2009 erschien. Nachdem Søren Nybo Hansen als neuer Bassist zur Gruppe gekommen war, begab sich die Band in die Dead Rat Studios, um dort mit dem Produzenten Jacob Bredahl das Debütalbum For Wolves and Vultures aufzunehmen. Im Zeitraum zwischen Aufnahme und Veröffentlichung entschied sich die Band zur Umbenennung in Helhorse. Das Album erschien Mitte Mai 2011 bei Mighty Music. Im selben Jahr spielte die Band auf dem Copenhell. 2013 erschien bei Mighty Music das zweite Album Oh Death. Im folgenden Jahr war die Gruppe unter anderem erneut auf dem Copenhell zu sehen. 2016 war die Gruppe ein drittes Mal auf dem Copenhell vertreten. Über Spinefarm Records erschien im selben Jahr ein selbstbetiteltes Album. 2019 folgte bei Rodeostar Records/Napalm Records das von Tue Madsen abgemischte Album Hydra. Gegen Ende des Jahres gab die Gruppe ihre Auflösung bekannt.

## Stil
laut.de schrieb, dass die Band unter ihrem anfänglichen Namen Dødning eine Mischung aus Stoner Rock und Sludge spielte. Ronny Bittner vom Rock Hard ordnete For Wolves and Vultures zwischen Punk, Sludge und Hardcore Punk ein. Dem Gesang mangele es jedoch an Wiedererkennungswert. Andreas Himmelstein stellte in einer späteren Ausgabe fest, dass die Band auf Oh Death nicht mehr zu bieten hat, „als einen aufgeblasenen Sound und eine gute Handvoll schwergewichtiger, ordentlich drückender Sludge-Riffs, die zwar kurz aufmerken lassen, aber von absoluten 08/15-Arrangements und strunzöden Gesangsmelodien binnen wenigen Momenten ins Reich der Bedeutungslosigkeit gejagt werden“. Insgesamt könne die Musik als belanglosere Versionen von Clutch, Burner, Down, Mastodon, Red Fang und Kylesa angesehen werden. Holger Stratmann befand, dass den Songs des selbstbetitelten Albums eine „stets heavy verzerrte Gitarren im Down/Crowbar-Stil“ zugrunde liegt, wobei sie „leider deutlich stumpfer und anspruchsloser als bei den Vorbildern ausfallen, während der Gesang zwischen gut gemeintem Volbeat-Timbre, Altar-Bridge-Pathos und undisziplinierter Psycho-Keiferei pendelt“. Hinzu kämen Keyboardklänge, die an The Doors der 1970er Jahre erinnern würden. Insgesamt fasste er die Musik als spannungsarmen Sludge zusammen. Thomas Kupfer vom Rock Hard stellte bei Hydra weiterhin Einflüsse aus Stoner Rock und Sludge fest, welche jedoch hinter besser arrangierten Melodien und Refrains versteckt seien. Hinzu käme ein Einfluss aus dem Modern Metal. Eine Ausgabe später gab Jakob Møgelvang im Interview mit Andreas Schiffmann an, dass die Band die Aussagekraft volkstümlicher Geschichten über Ungeheuer einsetze, um alltägliche Dinge zu thematisieren oder auf gewisse Dinge wie Krieg oder den Klimawandel aufmerksam zu machen.
Joni Küper vom Ox-Fanzine beschrieb die Musik von Oh Death als abwechslungsreichen Metal, der Einflüsse aus Sludge, Hard Rock und Hardcore Punk aufweise. Zudem seien klangliche Gemeinsamkeiten zu Black Sabbath und Black Flag vorhanden.
Thorsten Zahn vom Metal Hammer beschrieb in seiner Rezension zu For Wolves and Vultures den von der Band bezeichneten Stil „Southern Hardcore“ als „einen energiegeladenen Mix aus viel Hardcore, jeder Menge Stoner Rock, einigen fetten Thrash-Riffs, aber auch einem zünftigen Seventies-Flair“. Auch seien gelegentlich leichte Einflüsse aus dem Blues zu vernehmen. Frank Thießies beschrieb Hydra als Mischung aus Punk, Metal, Stoner Rock und klassischem Rock. Mikkel Wad Larsens Gesang trage mit einer starken und markanten Klangfarbe einprägsame Gesangsmelodien vor. Insgesamt beschrieb er die Gruppe als etwas härtere Version von Gluecifer.

## Diskografie

### Als Dødning
- 2009: Dødning (EP, New Noise Records)

### Als Helhorse
- 2011: For Wolves and Vultures (Album, Mighty Music)
- 2013: Oh Death (Album, Mighty Music)
- 2016: Helhorse (Album, Spinefarm Records)
- 2019: Hydra (Album, Rodeostar Records/Napalm Records)